# Hồng Kông thời tiền sử
Hồng Kông thời tiền sử là khoảng thời gian con người xuất hiện ở Hồng Kông cho đến triều đại nhà Hán. Trong khi đó, lịch sử của vùng Hoa Nam (có thể bao gồm cả Hồng Kông) được cho là lần đầu tiên ghi nhận vào năm 214 TCN khi Tần Thủy Hoàng chinh phục Bách Việt và lập nên Giao Châu.
Thời đại này có thể được chia thành thời kỳ đồ đá và thời kỳ đồ đồng. Bằng chứng khảo cổ học cho thấy khu định cư sớm nhất của con người là ở khu vực Hoàng Địa Động có niên đại từ năm 38.000 TCN.

## Thời đại đồ đá

### Thời đại đồ đá cũ
Bằng chứng về một khu định cư thời đồ đá cũ muộn ở Hồng Kông đã được tìm thấy tại Hoàng Địa Động (Thâm Dũng) bên cạnh vịnh nhỏ Tam Tầm ở bán đảo Tây Cống. Có 6000 di vật được tìm thấy trên một sườn dốc trong khu vực và được xác nhận bởi Hội Khảo cổ học Hồng Kông và Trung tâm Khảo cổ học Lĩnh Nam của Đại học Trung Sơn.  Mọi người tin rằng vịnh Tam Tầm là một thung lũng sông trong thời kỳ đó và người cổ đại đã thu thập các công cụ bằng đá từ nơi chế tác ở Hoàng Địa Động đến khu định cư gần cảng Tolo và vịnh Đại Bàng.

### Thời đại đồ đá mới

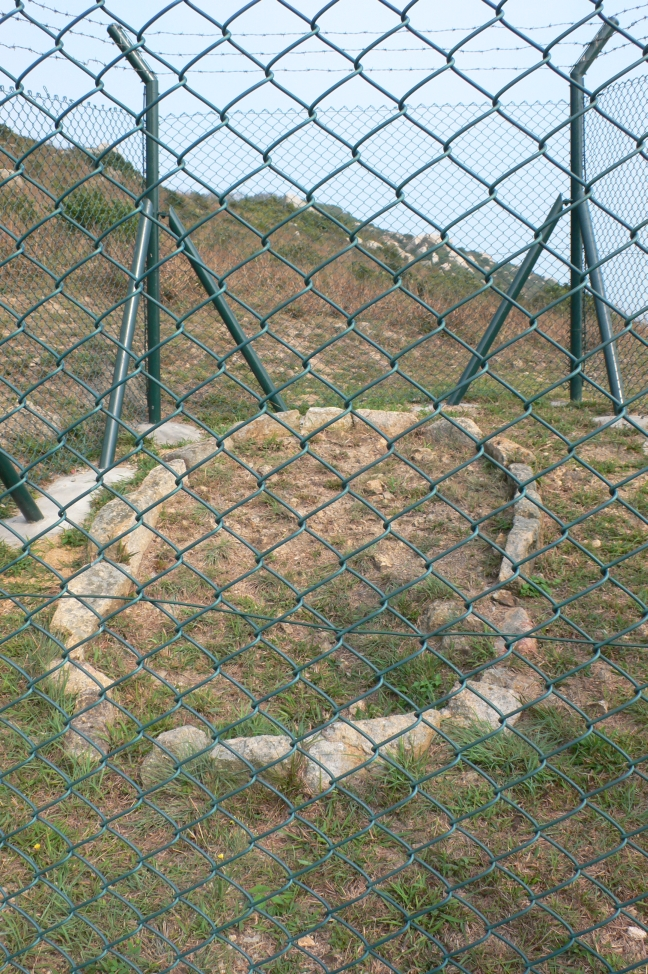
Vòng tròn đá ở Phân Lưu

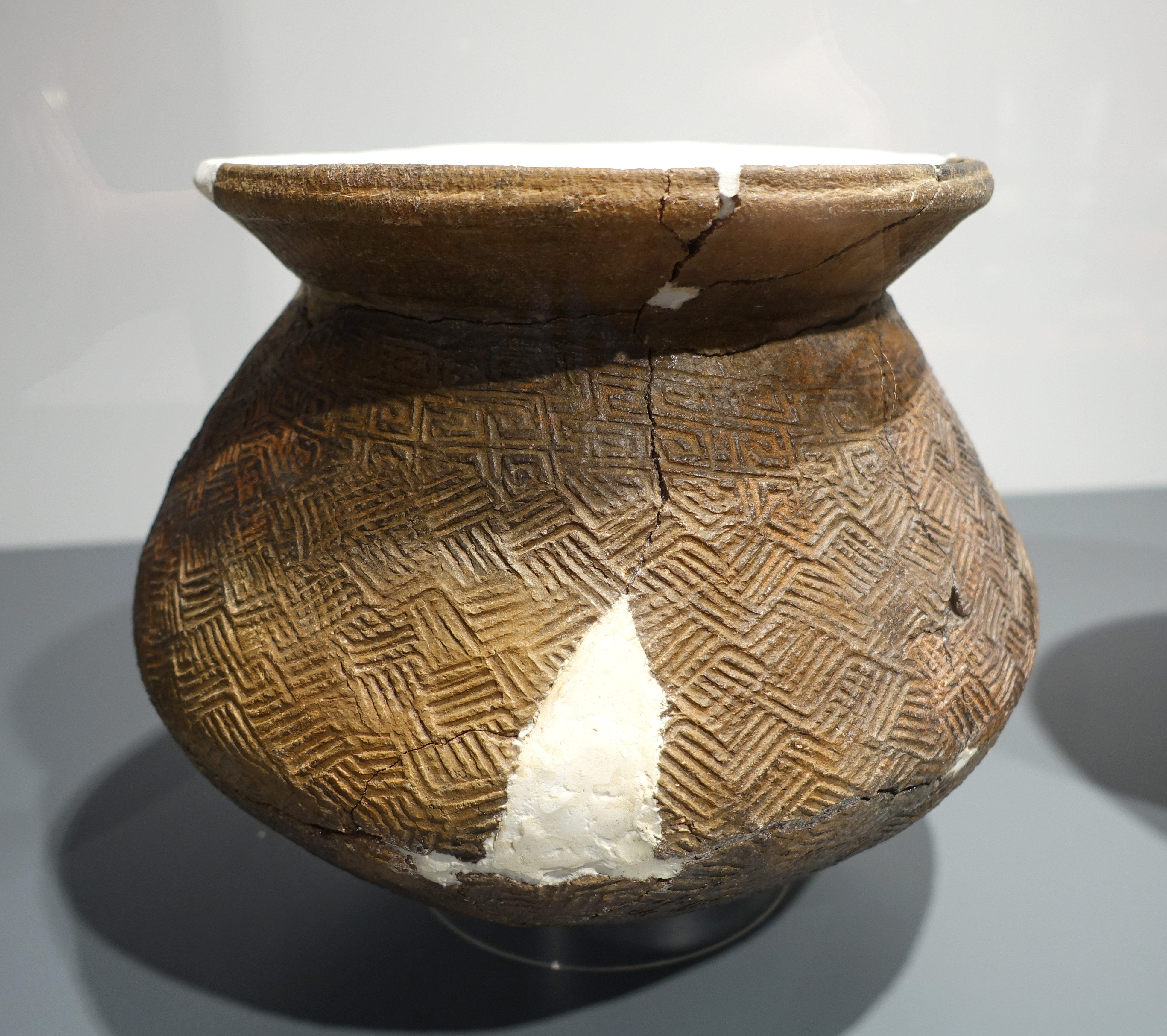
Đồ gốm thời đồ đá mới được tìm thấy ở Đông Loan Tể, Mã Loan. Trưng bày tại Bảo tàng lịch sử Hồng Kông

Thời đại đồ đá mới bắt đầu khoảng 7.000 năm trước tại Hồng Kông. Đồ gốm từ thời kỳ này được khai quật tại Đông Loan Tể Bắc (Mã Loan) và Sa Đầu Giác. Thời đồ đá mới được chia thành bốn giai đoạn khác nhau. Giai đoạn thứ nhất bắt đầu khoảng 7000 năm trước. Giai đoạn thứ hai bắt đầu khoảng 5000–4500 TCN. Giai đoạn thứ ba bắt đầu khoảng 4500–3500 TCN. Giai đoạn cuối cùng là khoảng 3500–3000 TCN với sự hiện diện của đồ gốm với các hoa văn hình học, bậc thang, và nhiều dụng cụ bằng đá.

## Thời đại đồ đồng

### Chạm khắc đá

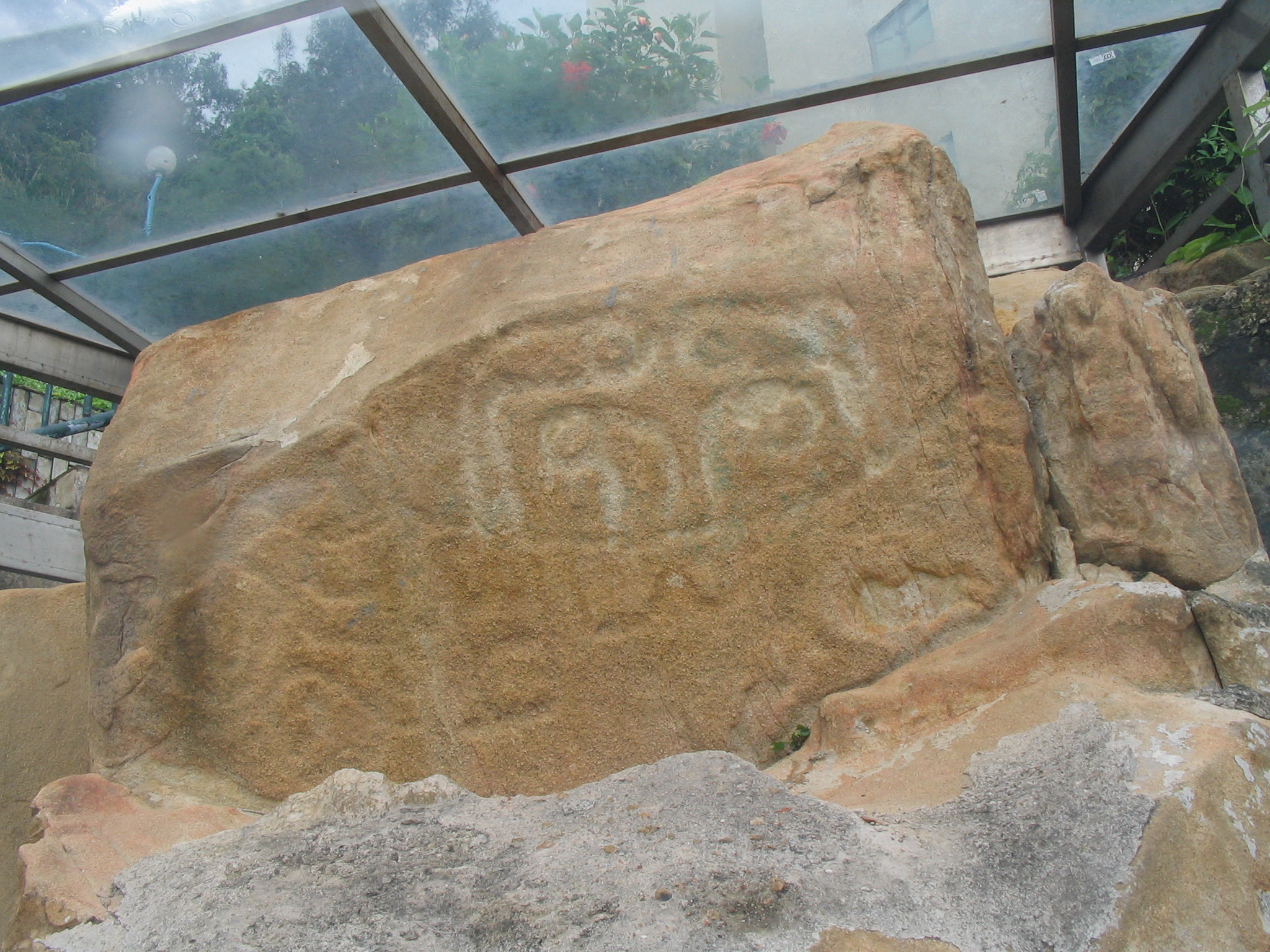
Chạm khắc đá ở Trường Châu có tuổi đời 3000 năm được phát hiện vào năm 1970 ở phía đông hòn đảo bên dưới khách sạn Warwick. Nó bao gồm hai nhóm đường chạm khắc tương tự xung quanh các vết lõm nhỏ

Chín bức chạm khắc đá đã được phát hiện và được công nhận là di tích pháp định của Hồng Kông:
- Đại Lãng Loan trên đảo Hồng Kông[4]
- Cape Collinson trên đảo Hồng Kông. Được phát hiện vào tháng 10 năm 2018.[5]
- Trường Châu  [6]
- Khiếu Tây Châu [7]
- Long Hà Loan ở quận Tây Cống[8]
- Đảo Bồ Đài[9][10]
- Thạch Bích trên đảo Đại Tự Sơn[11]
- Đảo Đông Long [12]
- Hoàng Trúc Khanh [13]

Tất cả được cho là có từ thời kỳ đồ đồng  ở vùng Hoa Bắc, khoảng chừng lãnh thổ nhà Ân Thương, Trung Quốc. Các chạm khắc đá cũng được cho có mục đích làm nguôi thời tiết xấu.

## Địa điểm thời tiền sử
Bên cạnh các vòng tròn và chạm khắc đá, một số địa điểm thời tiền sử đã được nghiên cứu ở Hồng Kông. Chúng bao gồm:
- Mã Loan – Dấu tích thời tiền sử đã được tìm thấy từ thời đại đồ đá mới (khoảng năm 3000 TCN), thời kỳ đồ đá mới muộn (khoảng năm 2000 TCN), thời kỳ đồ đồng sớm đến muộn ở Hoa Nam (1500–500 TCN).
- Hoàng Địa Động trên bán đảo Tây Cống[15]
- Các cuộc khai quật khác của Hội Khảo cổ học Hồng Kông